# Ailly-sur-Somme Communal Cemetery
Ailly-sur-Somme Communal Cemetery is een begraafplaats gelegen in de Franse plaats Ailly-sur-Somme (Somme). De militaire graven worden onderhouden door de Commonwealth War Graves Commission.
De begraafplaats telt 10 geïdentificeerde Gemenebest graven, waarvan 3 uit de Eerste Wereldoorlog en 7 uit de Tweede Wereldoorlog.